# Xue Song

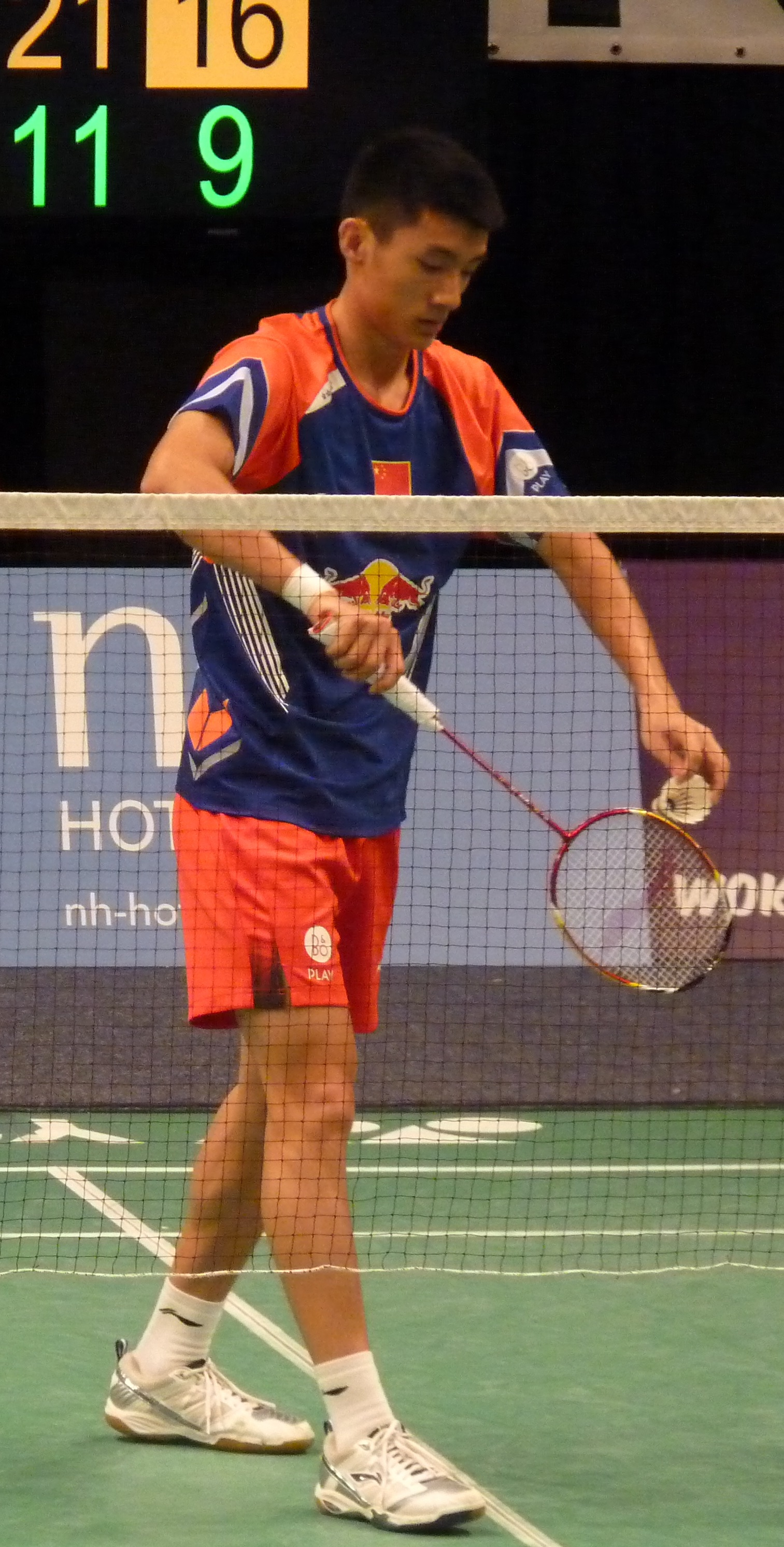
Xue Song

Xue Song (chinesisch 薛松, Pinyin Xuē Sōng; * 22. Januar 1994) ist ein chinesischer Badmintonspieler.

## Karriere
Xue Song gewann bei der Junioren-Badmintonasienmeisterschaft 2012 Silber und bei der Badminton-Juniorenweltmeisterschaft 2012 Gold mit dem chinesischen Team. Bei der letztgenannten Veranstaltung wurde er auch Vizeweltmeister im Herreneinzel. 2012 startete er in der chinesischen Badminton-Superliga. Bei den Australia Open 2013 und den New Zealand Open 2013 belegte er jeweils Rang zwei im Herreneinzel.